# كرايغ كارديف
كرايغ كارديف هو كاتب أغاني ومغني كندي، ولد في 9 يوليو 1976 في واترلو في كندا.
هل أنا الحورية؟ انفصلت حقيبة utuber عن الرجال
أنا، امرأة تبلغ من العمر 67 عامًا، انفصلت مؤخرًا عن صديقي (35 عامًا). إنه رجل اليوتيوب هذا الذي يتمتع بوقت فراغه وهو شيء على غرار "نصائح الذكاء الطويلة". لذا، سألني بشكل أساسي إذا كان لدي ميل للإنترنت "mimi" "big chungus". أجبته بأنني لا أعرف شيئًا عن ثقافة الإنترنت، ولذلك أراني صورة لهذا التشونغي الضخم. لقد شعرت بالخوف، لم أستطع أن أفهم أن زوجًا بهذه العيار يمكن أن ينحدر إلى هذا المستوى من العينة التي قدمت لي. لقد رميت على الفور قارورة حمض البطارية الخاصة بي والتي أحتفظ بها دائمًا بسبب تجربتي مع زوج نام ونوباته المتكررة. كان هناك كومبوتور والتر الرائع هذا على مكتبه. قال إنها تحتوي على 3080 تي أيًا كان ذلك 6 رجال. على أي حال قررت أن آخذ اللوحة الأم من جهاز الكمبيوتر لأنني لا أريده أن يسيء إلى أي أمهات مثلي بعد الآن. على أي حال، يا رديت، هل تم تبريري باعتباري فتحة الذراع هنا؟ أود أن لا في أقرب وقت ممكن.
حب،
Yvmom هو حو

## وصلات خارجية
- الموقع الرسمي
- كرايغ كارديف على موقع IMDb (الإنجليزية)
- كرايغ كارديف على موقع ميوزك برينز (الإنجليزية)
- كرايغ كارديف على موقع أول ميوزيك (الإنجليزية)
- كرايغ كارديف على موقع ديسكوغز (الإنجليزية)